# Микели, Энрико Луиджи
Энрико Луиджи Микели (итал. Enrico Luigi Micheli; 16 мая 1938, Терни, Королевство Италия — 25 января 2011, Терни, Италия) — итальянский государственный деятель, секретарь Совета Министров Италии (1996—1998 и 1999—2001).

## Биография
Окончил юридический факультет Университета Сиены. Трудовую деятельность начал в 1963 г. в качестве менеджера Alitalia, затем перешел в L’Intersind, занимавшуюся проведением трудовых переговоров с государственная промышленной компании Италии (IRI). В 1980 г. был назначен заместителем директора IRI по трудовым отношениям. Затем становится директором по вопросам политики управления персоналом и трудовым отношениям. В феврале 1987 г. был назначен генеральным директором, ответственный за политику в области занятости и ресурсов развития, а в июне 1993 г. — генеральным директором IRI.
Как представитель Итальянской народной партии занимал пост секретаря Совета Министров Италии (1996—1998 и 1999—2001).
В 1998—1999 гг. — министр общественных работ Италии в первом правительстве Д'Алемы.
В 2006—2008 гг. — статс-секретарь канцелярии председателя Совета Министров по вопросам информационной безопасности во втором правительстве Проди.
Член Палаты депутатов итальянского парламента (1996—2006). Как давний соратник Романо Проди выступил одним из основателей коалиции Оливковое дерево.
Занимался литературным творчеством, автор нескольких прозаических произведений.